# Moungi Bawendi
Moungi Gabriel Bawendi (Parigi, 15 marzo 1961) è un chimico statunitense di origine tunisina.
È professore al Massachusetts Institute of Technology, nonché uno dei pionieri della ricerca sui punti quantistici e uno dei chimici più citati al mondo. Insieme a Louis Brus ed Aleksej Ekimov ha vinto il Premio Nobel per la chimica nel 2023 «per la scoperta e la sintesi dei punti quantistici».

## Biografia
Figlio del matematico Mohammed Salah Baouendi e di Hélène Baouendi (nata Bobard), Moungi G. Bawendi si è trasferito con la sua famiglia negli Stati Uniti da bambino, dopo aver trascorso i suoi primi anni in Francia e poi in Tunisia. Ha studiato scienze e ha conseguito una laurea e un master in chimica presso l'Università di Harvard, rispettivamente nel 1982 e nel 1983, e un dottorato in chimica presso l'Università di Chicago nel 1988. La sua tesi di dottorato intitolata Dalle più grandi alle più piccole molecole poliatomiche: meccanica statistica e meccanica quantistica in azione, è stata preparata sotto la supervisione dei professori Karl Frederick Freed e Takeshi Oka. Ha poi ottenuto una borsa di studio post-dottorato di due anni presso i Bell Laboratories, sotto la supervisione di Louis E. Brus, dove ha iniziato ad interessarsi ai nanomateriali prima di entrare al Massachusetts Institute of Technology (MIT) nel 1990 come professore assistente. Ha continuato a condurre ricerche sui nanomateriali e in particolare sui punti quantistici, il ché ha condotto nel 1993 allo sviluppo delle prime tecniche di produzione dei primi punti quantici di alta qualità e di controllo della loro dimensione e del colore della loro fluorescenza. Questi risultati gli hanno permesso di essere nominato professore associato al MIT nel 1995 e poi professore universitario presso la stessa istituzione nel 1996.
Bawendi ha poi ampliato le sue aree di interesse fondando il proprio laboratorio di nanochimica e ha iniziato a svolgere ricerche interdisciplinari volte a sondare la scienza e a sviluppare la tecnologia dei nanocristalli e di altre nanostrutture sintetizzate chimicamente. Questo lavoro, che gli ha permesso di diventare un riferimento internazionale in nanochimica durante gli anni 2000, mira a sviluppare nuovi metodi per la sintesi, la caratterizzazione e il trattamento di punti quantistici, nanoparticelle magnetiche e aggregati tubolari come nuovi elementi costitutivi di materiali. Essi consentono inoltre lo studio delle proprietà ottiche e magnetiche fondamentali delle nanostrutture, utilizzando una varietà di metodi spettroscopici, compreso lo sviluppo di strumenti di correlazione ottica dei fotoni per studiare singoli emettitori nanoscopici, l'incorporazione di punti quantici e particelle materiali magnetici in varie strutture di materiali ottici e dispositivi elettronici e lo sviluppo di nanoparticelle e altri agenti per la diagnostica per immagini.

## Principali pubblicazioni
- (EN) The quantum mechanics of larger semiconductor clusters ("quantum dots"), in Annual Review of Physical Chemistry, vol. 41, ISSN 0066-426X (WC · ACNP).
- (EN) Synthesis and characterization of nearly monodisperse CdE (E=sulfur, selenium, tellurium) semiconductor nanocrystallites, in Journal of the American Chemical Society, vol. 115, ISSN 0002-7863 (WC · ACNP).
- (EN) Self-organization of CdSe nanocrystallites into three-dimensional quantum dot superlattices, in Science, vol. 270, ISSN 0036-8075 (WC · ACNP).
- (EN) Electroluminescence from CdSe quantum‐dot/polymer composites, in Applied Physics Letters, vol. 66, ISSN 0003-6951 (WC · ACNP).
- (EN) Fluorescence intermittency in single cadmium selenide nanocrystals, in Nature, vol. 383, ISSN 0028-0836 (WC · ACNP).
- (EN) Synthesis and characterization of monodisperse nanocrystals and close-packed nanocrystal assemblies, in Annual Review of Materials Science, vol. 30, ISSN 0084-6600 (WC · ACNP).
- (EN) Electroluminescence from single monolayers of nanocrystals in molecular organic devices, in Nature, vol. 420, ISSN 0028-0836 (WC · ACNP).
- (EN) Emergence of colloidal quantum-dot light-emitting technologies, in Nature Photonics, vol. 7, ISSN 1749-4885 (WC · ACNP).

## Premi e riconoscimenti
- 1994: borsista di ricerca Sloan[11];
- 1997: ACS Nobel Laureate Signature Award per la formazione universitaria in chimica (con Christopher B. Murray)[12];
- 1998: Premio Coblenza[13];
- 2001: Premio internazionale per le scienze fisiche Raymond e Beverly Sackler[14];
- 2002: Fellow dell'American Association for the Advancement of Science[15] ;
- 2004: Fellow dell'American Academy of Arts and Sciences[16] ;
- 2006: Premio Ernest-Orlando-Lawrence [17] ;
- 2007: Membro dell'Accademia statunitense delle scienze[18];
- 2010: Premio ACS per la chimica dei colloidi[19];
- 2011:
  - Premio SEMI Quantum Dot per la ricerca[20];
  - 29° chimico più citato e mondo degli anni 2000 secondo Thomson Reuters[10]
- 2014, 2015 e 2018: Ricercatore altamente citato di Clarivate Analytics[21];
- 2016: World Technology Awards (categoria Ambiente, con Maher Damak)[22];
- 2023: Premio Nobel per la chimica.
- 2024: Medaglia d'onore dell'Università di Tunisi[23].